# Tyrannus tyrannus
El tirano oriental (Tyrannus tyrannus) es una especie de ave paseriforme de la familia Tyrannidae perteneciente al género Tyrannus. Es un ave migratoria de larga distancia que anida en América del Norte y se desplaza hacia el occidente de la cuenca del Amazonas y el centro oeste de América del Sur, llegando hasta el norte de Argentina, en los inviernos boreales.

## Nombres comunes
Se le denomina también tirano dorso negro o tirano viajero (en México), chilero oriental (en Honduras), pitirre americano (en Cuba y Venezuela), tirano norteño (en Nicaragua, Costa Rica, Panamá, Ecuador y Perú), sirirí migratorio o sirirí norteño (en Colombia), suirirí boreal (en Argentina y Chile), suirirí de cabeza negra (en Bolivia, Argentina y Paraguay), benteveo blanco y negro (en Chile), pitirre migratorio, pitirre norteño o suirirí norteamericano.

## Distribución y hábitat
El tirano oriental cría en Canadá, desde el extremo noreste de Yukón, los Territorios del Noroeste, y la Columbia Británica hacia el este hasta las Provincias atlánticas. En Estados Unidos por todo el norte y este, siendo su límite occidental los estados de Washington, Oregón, norte de Nevada, Utah, Colorado y centro de Texas, con algunas zonas aisladas más al oeste. Durante los inviernos boreales migra muy hacia el sur, para América del Sur, estableciéndose en el oeste de la Amazonia del sur de Venezuela, sureste de Colombia, este de Ecuador, este de Perú, noroeste de Brasil y norte de Bolivia y más al sur por el centro oeste de Brasil, Paraguay, este de Bolivia y norte de Argentina. Durante la migración se registra su pasaje por el este de México, toda América Central: Guatemala, Honduras, Belice, El Salvador, Nicaragua, Costa Rica y Panamá, por las Bahamas, Cuba, Jamaica, Aruba, Curaçao, Bonaire, norte de Colombia y noroeste de Venezuela. Se ha registrado como vagante ocasional en las islas Turcas y Caicos, Chile, Guyana, Surinam, Guayana Francesa y tan al sur como las islas Malvinas e islas Georgias del Sur y Sandwich del Sur y tan al norte como Groenlandia.
Esta especie, ampliamente diseminada, no es considerada abundante pero es típicamente común en una variedad de hábitats abiertos; sus ambientes de crianza en América del NOrte son campos con arbustos y árboles dispersos, huertas, y especialmente en los bordes de bosques en regiones boscosas. Es una especie más de sabanas que forestal, pero, cuando dadas las condiciones para locales del nido y perchas convenientes, puede anidar en muchos otros ambientes, como por ejemplo bosques riparios desérticos, parques de álamo temblón (Populus tremuloides), bosques recientemente quemados, lagos y estanques, campos de golf, valles de ríos boscosos y ambientes urbanos con árboles altos y ambientes abiertos. Prefiere anidar cerca de agua, a menudo en zonas riparias estrechas y en árboles colgando sobre agua.
Hacen un nido resistente en forma de taza en un árbol o arbusto, a veces en la parte superior de un tronco. Son aves agresivas cuando defienden su territorio, incluso en contra de las aves mucho más grandes. Migran en bandadas hasta América del Sur para evadir el invierno del hemisferio norte. Pasan por Centroamérica de norte a sur, desde fines de agosto o comienzos de septiembre y hasta fines de octubre y luego, regresan desde fines de marzo hasta a mediados de mayo.

## Descripción
Los adultos son de color gris a negruzco en el dorso, mientras el vientre y el pecho son blancos. Tienen una larga cola negra con el extremo blanco y alas largas y puntiagudas. Tienen una mancha roja en su corona, pocas veces observada. Alcanzan entre 19 y 23 cm de longitud, 33 a 38 cm de envergadura de las alas y un peso de entre 33 y 55 g.

### Canto
Su llamado tiene un tono alto, con zumbidos y chirridos poco musicales, con frecuencia comparados con los de una cerca eléctrica.

## Comportamiento

### Alimentación
En sitios abiertos capturan insectos en vuelo, a veces descendiendo a recoger comida de la vegetación. Principalmente en sus zonas de invernada, se alimentan también de bayas y frutas como las de la Bursera simaruba, y con preferencia las del género Ficus.

### Reproducción

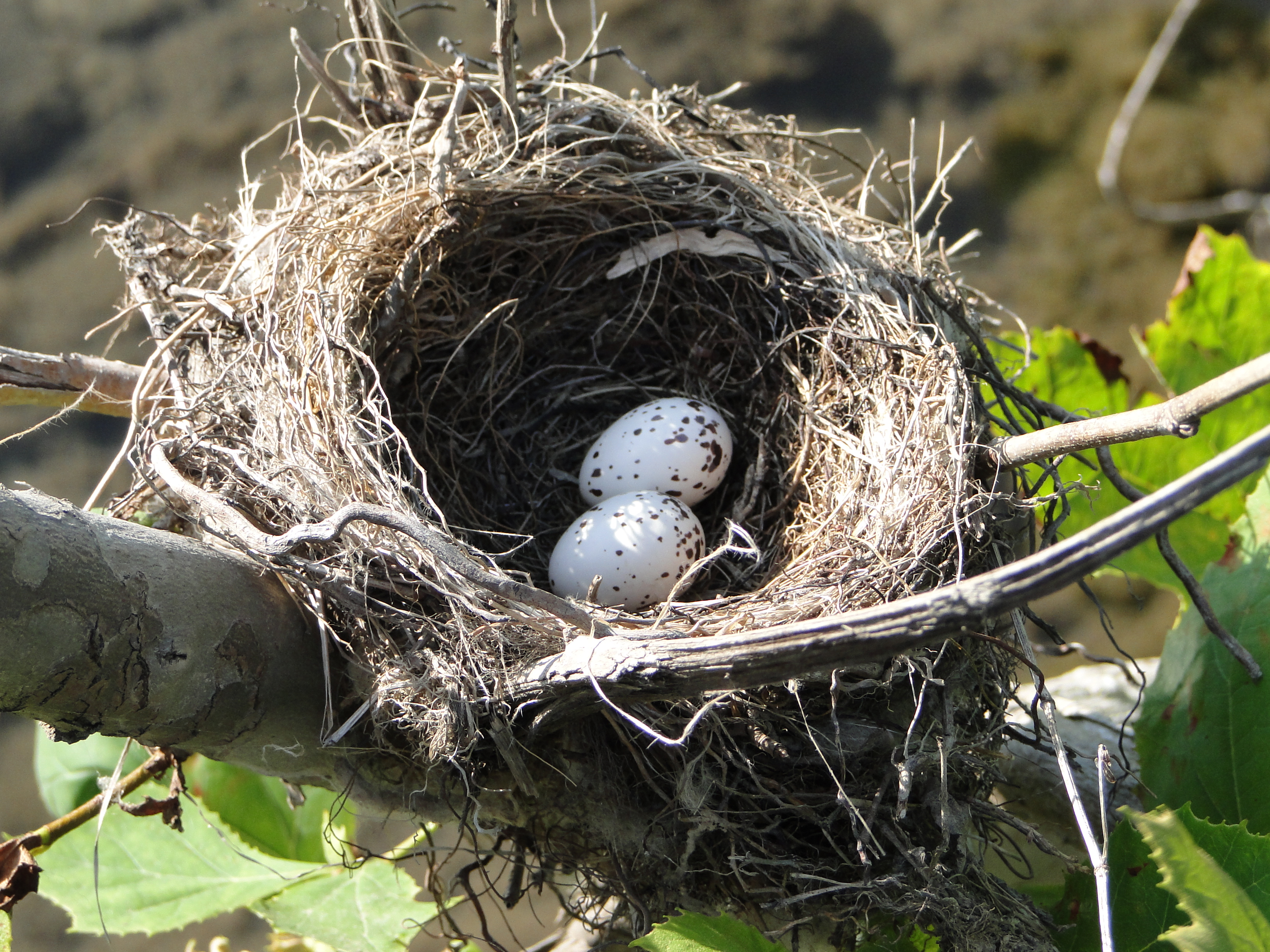
Nido de T. tyrannus en Egremont, Massachusetts, Estados Unidos.

Algunos tiranos hacen sus nidos al aire libre, mientras que otros los esconden muy bien. En el sur de la Columbia Británica anidan en campos abiertos o en los arbustos sobre aguas abiertas; en lo alto de árboles altos e incluso en la parte superior de troncos. Se ha demostrado que las parejas que se esconden sus nidos y tienden a ser menos agresivas con los intrusos cerca del nido (tal vez confiando en la cubierta del nido), mientras que parejas que anidan en el abierto tienden a ser más abiertamente agresivas contra los intrusos. Tanto el macho como la hembra participan en la defensa del nido, pero las hembras pueden permanecer en los nidos bien ocultas.

### Depredadores
Los parejas que anidan al aire libre puede ser capaces de ver a los depredadores antes de que lleguen y se usan el comportamiento agresivo para proteger a sus crías de depredadores como cuervos y cornejas. Son capaces de identificar y retirar de su nido los huevos del tordo vaquero (Molothrus ater). Sin embargo ocasionalmente logran depredar el nido la urraca azul (Cyanocitta cristata), el cuervo americano (Corvus brachyrhynchos), las ardillas (Sciuridae) y algunas serpientes. Los cernícalos (Falco sparverius) son depredadores probables de los adultos.

## Sistemática

### Descripción original
La especie T. tyrannus fue descrita por primera vez por el naturalista sueco Carlos Linneo en 1758 bajo el nombre científico Lanius tyrannus; su localidad tipo es: «America septentrionali; restringido posteriormente para Carolina del Sur».

### Etimología
El nombre genérico masculino «Tyrannus» proviene del nombre específico Lanius tyrannus, cuyo epíteto en latín significa ‘tirano’, ‘déspota’, ‘dictador’.

### Taxonomía
Las formas descritas T. tyrannus hespericola Oberholser, 1932 y T. tyrannus vexator Bangs, 1898, son consideradas indistinguibles de la nominal. Es monotípica.